# Auguste Arnauné
Pour les articles homonymes, voir Arnauné.
Auguste Arnauné, né à Toulouse le 30 avril 1855 et mort à Paris (6e) le 1er janvier 1927, est un haut fonctionnaire français, spécialiste des problèmes de monnaie, de crédit et des changes.

## Biographie

### Jeunesse et études
Auguste Arnauné naît à Toulouse en 1855. Son père, François Arnauné, est libraire.
Il suit des études de droit et devient, en 1879, docteur en droit pour une thèse soutenue à l'université de Toulouse. Il décide de continuer ses études et est diplômé de l'École libre des sciences politiques en 1881.
Il habitait au 36, rue de Fleurus.

### Parcours professionnel
En 1881, il devient commis au ministère des Finances. En 1886, il est élevé au rang de secrétaire de la commission monétaire, et se spécialise dans les questions monétaires. En 1886, il est nommé sous-chef, puis chef de cabinet du ministre des Finances.
De 1893 à 1895, il est sous-chef, puis chef de bureau à la Direction générale des douanes.
Il est directeur de l'Administration des monnaies et médailles et conseiller, puis président de chambre, à la Cour des comptes.
En 1912, il est élu membre de l'Académie des sciences morales et politiques, dont il est le président en 1924.
Il est président de la Société de législation comparée de 1913 à 1918.
Il préside en 1921 la Conférence de l'Union monétaire latine.

### Parcours professoral
Il est professeur à l'École libre des sciences politiques à partir de 1886, recruté par le directeur Émile Boutmy pour donner un cours sur la monnaie. Il devient à cette date rédacteur en chef des Annales de l'École libre des sciences politiques, aux côtés d'Émile Boutmy, Léon Say, René Stourm et Alexandre Ribot.

## Distinctions
Commandeur de la Légion d'honneur en 1919, officier en 1897 et chevalier en 1892.

## Ouvrages
- La Monnaie, le crédit et le change (1894)
- Le Commerce extérieur et les tarifs de douane (1911) Texte en ligne